# Feliz Deserto
Feliz Deserto är en kommun i Brasilien.   Den ligger i delstaten Alagoas, i den östra delen av landet, 1 400 km öster om huvudstaden Brasília. Antalet invånare är 4 332.
Omgivningarna runt Feliz Deserto är en mosaik av jordbruksmark och naturlig växtlighet. Runt Feliz Deserto är det ganska tätbefolkat, med 72 invånare per kvadratkilometer.